# Klamath Falls
Klamath Falls (auch bekannt als K Falls) ist eine Kleinstadt und der Verwaltungssitz (County Seat) des Klamath County in Südoregon.
Der Ort hat 21.813 Einwohner (Stand: Volkszählung 2020) auf einer Fläche von 48,5 Quadratkilometern. Die Stadt hieß ursprünglich Linkville (nach dem Link River, wo der Wasserfall auftrifft), als George Nurse die Stadt 1867 gründete. Seit 1892 heißt der Ort Klamath Falls. Klamath Falls wurde das Stadtrecht 1905 verliehen. Sie weist heute eine der höchsten Arbeitslosigkeitsraten in Oregon auf, was am Zusammenbruch der Holzindustrie liegt. Die Oregon Citizens Alliance wurde hier gegründet.
Das indigene Volk der Klamath lebt hier seit einigen Jahrhunderten. Der Name rührt von Yulalona oder Iwauna her.
Die Hauptwirtschaftszweige sind Holzindustrie, Kartoffelanbau und Tourismus. Klamath Falls bietet zahlreiche Möglichkeiten für Sommer- und Winteraktivitäten, unter anderem eine Eislauf-Arena Bill Collier Community Ice Arena.
In der Nähe befindet sich der Upper Klamath Lake, der größte natürliche See im Pazifischen Nordwesten.

## Demographie
Nach der Volkszählung im Jahr 2000 lebten in Klamath Falls 19.462 Menschen. Davon wohnten 754 Personen in Sammelunterkünften, die anderen Einwohner lebten in 7916 Haushalten und 4670 Familien. Die Bevölkerungsdichte betrug 421 Einwohner pro Quadratkilometer. Es wurden 8722 Wohneinheiten erfasst. Ethnisch betrachtet setzte sich die Bevölkerung zusammen aus 85,12 Prozent Weißen, 1,02 Prozent Afroamerikanern, 4,44 Prozent amerikanischen Ureinwohnern, 1,32 Prozent Asiaten, 0,13 Prozent Bewohnern aus dem pazifischen Inselraum und 4,15 Prozent aus anderen ethnischen Gruppen; 3,83 Prozent gaben die Abstammung von mehreren Ethnien an. 9,32 Prozent der Einwohner waren spanischer oder lateinamerikanischer Abstammung.
Von den 7916 Haushalten hatten 30,0 Prozent Kinder oder Jugendliche, die mit ihnen zusammen lebten. 42,2 Prozent waren verheiratete, zusammenlebende Paare, 11,7 Prozent waren allein erziehende Mütter und 41,0 Prozent waren keine Familien. 32,4 Prozent waren Singlehaushalte und in 11,9 Prozent lebten Menschen im Alter von 65 Jahren oder darüber. Die durchschnittliche Haushaltsgröße betrug 2,36, die durchschnittliche Familiengröße 2,99 Personen.
Die Bevölkerung verteilte sich auf 25,5 Prozent unter 18 Jahren, 13,1 Prozent von 18 bis 24 Jahren, 27,2 Prozent von 25 bis 44 Jahren, 21,5 Prozent von 45 bis 64 Jahren und 12,8 Prozent von 65 Jahren oder älter. Das durchschnittliche Alter (Median) betrug 33 Jahre. Auf 100 weibliche Personen kamen 101,9 männliche Personen und auf 100 Frauen im Alter von 18 Jahren oder darüber kamen 100,1 Männer.
Das jährliche Durchschnittseinkommen eines Haushalts (Median) betrug 28.498 US-$, das Durchschnittseinkommen einer Familie 37.021 $. Männer hatten ein Durchschnittseinkommen von 31.567 $, Frauen 22.313 $. Das Pro-Kopf-Einkommen betrug 16.710 $. Unter der Armutsgrenze lebten 16,2 Prozent der Familien und 21,9 Prozent der Einwohner, darunter 26,8 Prozent der Einwohner unter 18 Jahren und 9,5 Prozent der Einwohner im Alter von 65 Jahren oder älter.
Die folgende Tabelle listet die Bevölkerungszahlen von Klamath Falls seit 1890 gemäß den Ergebnissen der Volkszählungen 1890 bis 2000 sowie einer Hochrechnung für 2007 durch das United States Census Bureau:

## Söhne und Töchter der Stadt
- Ralph Hill (1908–1994), Leichtathlet
- Charles O. Porter (1919–2006), Politiker
- Charles Delzell (1920–2011), Historiker
- Don Pedro Colley (1938–2017), Schauspieler
- Lana Walter (* 1948), Musikpädagogin und Komponistin
- Sharron Angle (* 1949), Politikerin
- Brenda Bakke (* 1963), Schauspielerin
- Sandy Saffeels (* 1965), Filmeditorin
- Timothy Frost (* 1980), Basketballspieler

## Partnerstadt
Klamath Falls hat eine Partnerstadt:
- Neuseeland: Rotorua